# Polygonum amurense
Polygonum amurense là một loài thực vật có hoa trong họ Rau răm. Loài này được Vorosch. miêu tả khoa học đầu tiên.